# Kuruvilla Pandikattu

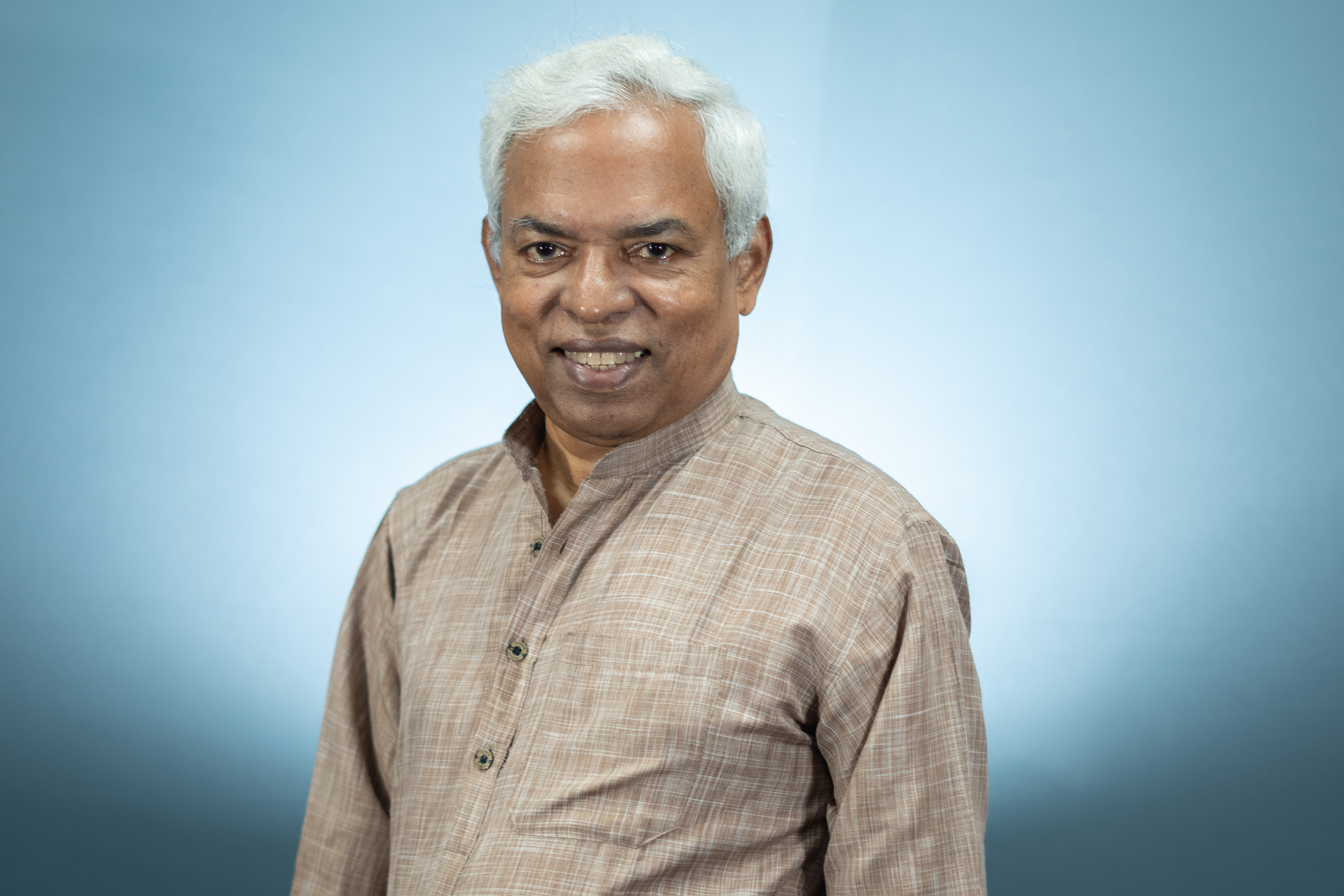
Kuruvilla Pandikattu, 2023

Kuruvilla Pandikattu Joseph, SJ, (Malayalam കുരുവിള പാണ്ടിക്കാട്ട് ജോസഫ്, എസ്.ജെ.; * 28. November 1957 in Arikara, Distrikt Kottayam, Kerala) ist ein indischer Jesuit. Er ist römisch-katholischer Priester, Philosoph und Ethiker.

## Leben
Pandikattu ist Lehrstuhlinhaber der JRD Tata Foundation für Wirtschaftsethik an der XLRI – Xavier School of Management, Jamshedpur, Indien und Professor für Philosophie, Wissenschaft und Religion am Jnana-Deepa-Institut für Philosophie und Theologie, Pune, Maharashtra, Indien.
Er promovierte 1996 in Philosophie und Theologie an der Universität Innsbruck, Österreich bei Lothar Lies und Emerich Coreth.
Er ist Autor oder Herausgeber von 36 Büchern und hat mehr als 160 wissenschaftliche Artikel verfasst. Er ist außerdem Mitbegründer und Mitherausgeber zweier Zeitschriften, Jnanadeepa: Pune Journal of Religious Studies und AUC: Asian Journal of Religious Studies Außerdem hat er mehr als 40 wissenschaftliche Konferenzen organisiert. Seine wöchentliche Kolumne über "Zeitgenössische Spiritualität" erschien acht Jahre lang jeden Dienstag. Er schreibt regelmäßig für akademische und populäre Fachzeitschriften.
Er engagiert sich für den Dialog zwischen Wissenschaft und Religion sowie für wissenschaftsbezogene Aktivitäten und unterrichtet auch Kurse zu diesen Themen. Zu seinen Interessengebieten (und Spezialisierungen) gehören: Ethik; Wissenschaft-Religion-Dialog; Philosophische Anthropologie (Emerich Coreth); Hermeneutik (Paul Ricœur) und interreligiöser Dialog (Bede Griffiths).